# Рош, Николай Иванович
Николай Иванович Рош (бел. Мікалаі Іванавіч Рош; 7 июля 1933, с. Дунаевка, Приазовского района,Запорожской области — 10 августа 2018, Минск) — советский белорусский партийный, профсоюзный и хозяйственный деятель. Почётный гражданин города Пинска.

## Биография
Родился в 1933 году в Запорожской области. Трудовую деятельность начал в 1951 году фрезеровщиком на заводе.
В ноябре 1952 был призван на воинскую службу, которую проходил в города Пинске в 1-м учебном отряде ВМФ СССР. После окончания школы мотористов остался в отряде дослуживать свой срок инструктором. Во время службы на флоте в 1956 году вступил в ряды КПСС.
Демобилизовавшись, Рош Н. И. остался в Пинске, устроился на работу мотористом-рулевым на Пинский ордена Знак Почета судостроительно-судоремонтный завод. Заочно окончил индустриальный техникум, за время работы на Пинском ордена Знак Почета судостроительно-судоремонтнои заводе (1957—1961) был механиком, затем инженером. С момента открытия в Пинске филиала Ленинградского института водного транспорта (ЛИВТ). Рош Н. И. в числе первых поступил туда на учёбу.
В 1962 году Роша Н. И. выдвинули на партийную работу — инструктором промышленно-транспортного отдела Пинского горкома КПБ. Уже через год Рош Н. И. стал заведующим этим отделом, а в ноябре 1965 переведен на должность второго секретаря Пинского горкома КПБ. В августе 1970 поступил на учёбу в Высшую партийную школу при ЦК КПСС, после окончания которой стал работать инструктором Брестского областного комитета КПБ. Весной 1973 назначен заведующим промышленно-транспортным отделом Брестского областного комитета КПБ.
С августа 1975 года — первый секретарь Пинского горкома КПБ.
В 1980-1989 избирался членом Президиума Верховного Совета БССР, депутатом Верховного Совета БССР 10-11 созывов. Избирался делегатом XXVIII, XXIX, XXXX съезда КПБ., членом ЦК КПБ.
В 1985—1997 годах — Первый заместитель председателя Федерации профсоюзов Республики Беларусь в Минске.
В 1992—1997 годах — Председатель комиссии по вопросам Чернобыльской катастрофы при Всеобщей конфедерации профсоюзов.
В 2003 году присвоено звание «Почётный гражданин города Пинска» за большие заслуги перед городом Пинском и значительный личный вклад в его
социально-экономическое развитие.

## Семья
- Жена — Рош (Амбросова) Тамара Яковлевна (16 марта 1936, д. Олсуфьево Брянской области);
- Сын — Рош Владимир Николаевич (19 января 1958, Пинск);
- Сын — Рош Андрей Николаевич (23 января 1968, Пинск).

## Награды и звания
За трудовые заслуги награждён
- Почётная грамота Верховного Совета БССР (1968);
- Почётная грамота Верховного Совета БССР (1983);
- Орден Трудового Красного Знамени;
- Медаль «За доблестный труд»;
- Почётный гражданин города Пинска (2003)[1].

## Память
- Имя Н. И. Роша присвоено улице в Пинске (рус. улица Никола́я Ро́ша; бел. вуліца Мікала́я Ро́ша)[2].